# 레크레오

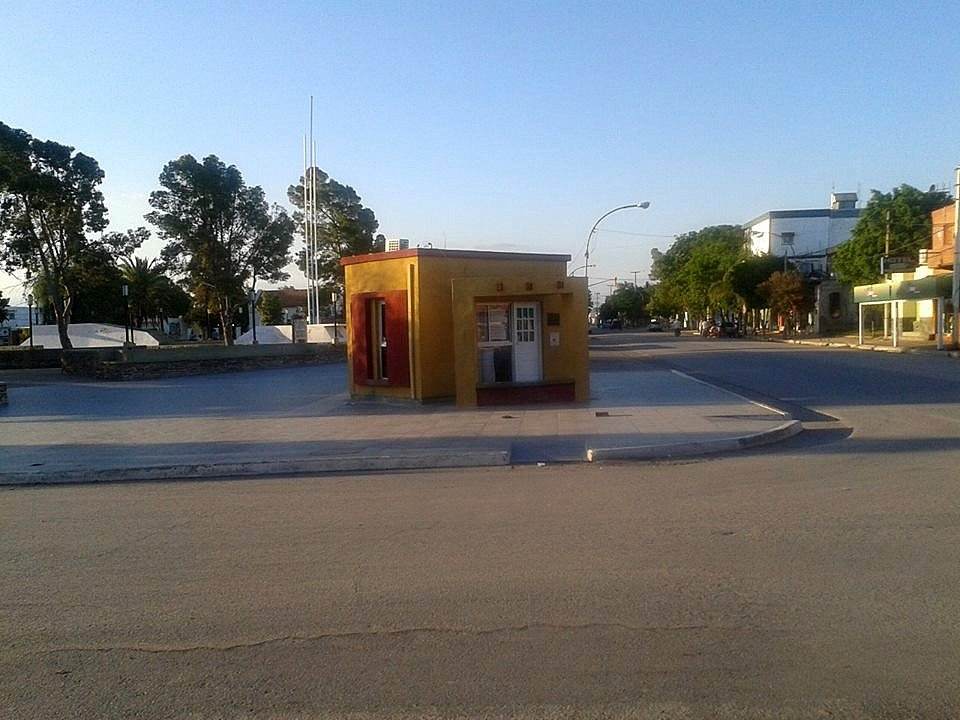

레크레오(스페인어: Recreo)는 아르헨티나 카타마르카주에 위치한 도시로 높이는 220 ~ 270m, 인구는 10,147명(2001년 기준)이다. 산페르난도델바예데카타마르카(카타마르카 주의 주도)에서 206km, 코르도바에서 270km, 부에노스아이레스에서 980km 정도 떨어진 곳에 위치한다.